# 長井泰重
長井 泰重（ながい やすしげ、生没年未詳）は、鎌倉時代中期の人物、鎌倉幕府の御家人。

## 生涯
大江広元の次男・長井時広の子として生まれる。のち元服に際して、北条氏得宗家当主（鎌倉幕府第3代執権）の北条泰時より偏諱を受け、泰重と名乗る。
長井氏一族は、嫡流である兄・泰秀の系統が関東に住したのに対し、庶流であった泰重の系統は京都に住して六波羅探題の下で評定衆を務めるなど重要な地位を占めた。
泰重も評定衆を務め、建長4年（1252年）には周防国の守護となり、同年4月、新将軍・宗尊親王が鎌倉へ下向する際に随行している。その後、周防に加えて、備前国、そして父・時広から受け継いで備後国の計三ヶ国の守護を兼ねることとなり、因幡守にも任官した。備後国守護職はその後も泰重の系統が世襲し、また前述の通りこの系統は六波羅評定衆も務めたため、「備後守護家」、「六波羅評定衆家」とも呼ばれることがある。
その後の活動および没年は不詳だが、文永元年（1264年）の段階での生存が確認されている。子には頼重、茂重（もちしげ）、覚雅（かくが、左衛門督法印）がいて、頼重と茂重は同じく六波羅評定衆となっている。

### 系譜
- 父：長井時広 - 鎌倉幕府評定衆[11]。
- 母：北条時房女？
- 妻：海東忠成の娘[1]
  - 頼重 - 六波羅評定衆。
  - 茂重 - 六波羅評定衆。
  - 雅維卿妻
  - 中原師宗妻 - 中原師宗は大外記永仁4年（1296年）補任[12]
  - 覚雅 - 正応5年（1292年）8月25日没[13]。京都若宮八幡宮社第4代別当。醍醐寺蓮蔵院院主。[14]